# Grof
Gròf (ž. grofíca) je visok plemiški naziv, ki izvira iz nemščine Graf. Grof je v zgodnjem srednjem veku upravitelj določenega področja, ki mu ga v upravljanje podeli kralj oz. cesar; kasneje, v visokem srednjem veku, pa postane dedni naziv visokih fevdalcev. Področje, ki ga upravlja ali ima v lasti, se imenuje grofija, grofovstvo pa je samo dostojanstvo, ki ga nosi. Grofova žena je »grofica«. 
V angleščini je enakovreden naziv count (za kontinentalne grofe) ali tudi earl (za britanske). Beseda count izvira iz francoščine comte, ki pa ima izvor v latinščini comes— comitem— s pomenom spremljati, in kasneje spremljevalec cesarja, delegat cesarja.

## Definicija
V poznem obdobju rimskega imperija se je latinski naziv comes s pomenom (cesarjev) 'spremljevalec' nanašal na visoki rang različnih dvorjanov in provincijskih uradnikov, bodisi vojaških ali administrativnih: predno je bil Anthemius imenovan za cesarja Zahoda leta 467, je bil vojaški comes zadolžen za utrjevanje obrambe na meji na Donavi . 
Vojaški comes ali grofje v poznem rimskem imperiju in v germanskih kraljestvih, ki so mu sledili, so bili pogosto imenovani s strani kneza, kasneje pa s strani kralja. Na začetku so bili grofje v vojaški službi, ne sicer kot del premičnih enot, ampak naseljeni na določenem območju, za katerega so bili odgovorni - grofijah. Njihov glavni tekmec za oblast na tem območju je bil škof, čigar škofije so zajemale isto območje. 
V mnogih germanskih in frankovskih kraljevinah v zgodnjem srednjem veku je bil grof lahko grof palatin, čigar pristojnost je izhajala neposredno iz kraljeve hiše, »palače«, v svojem izvornem pomenu sedeža oblasti in administracije. 
Položaj grofov ali comes na začetku ni bil deden, vendar je z razvojem lokalnih centrov moči mnogim grofom uspelo svoj položaj narediti deden &mdash, čeprav ne vedno. Na primer v poljski kraljevini Piastov položaj komes ni bil deden, ker so posnemali zgodnjo merovinško inštitucijo. Ta položaj je kasneje izginil in ga ni več za časa Poljsko-litvanske unije, oziroma so ga nadomestile druge inštitucije. Šele po razdelitvi Poljske se je ponovno pojavil položaj »grofov«  kot nemška izpeljanka z nazivom hrabia.
Naziv grof so monarhi od 18. stoletja dalje pogosto podeljevali kot častni naziv za posebne zasluge, brez hkratne podelitve fevdalnega imetja (grofije).

## Grofovski nazivi v različnih Evropskih jezikih
Spodnji seznam izvorno temelji na Glosarju rodoslovja Glossary on Heraldica.org od Alexandra Krischniga. Moški obliki sledi ženska in, kjer je mogoče, še teritorialno območje.

### Etimološke izpeljanke iz latinskegacomes
| Jezik                                     | Moški naslov                                                                    | Ženski naslov / Žena                   | Območje |
| ----------------------------------------- | ------------------------------------------------------------------------------- | -------------------------------------- | --- |
| albanščina                                | Kont                                                                            | Konthesë                               | |
| katalonščina                              | Comte                                                                           |                                        | Comtat |
| angleščina                                | Earl podeljen od Britanskega monarha; Count se uporablja za kontinentalne grofe | Countess (tudi kjer se nanaša na Earl) | Earldom za Earla; Countship in county za grofa, vendar slednje tudi, samo v Anglo-Saksonski državah za administrativno območje |
| francoščina                               | Comte — cfr. the variation ?Comtor                                              | Comtesse                               | Comté |
| irščina                                   | Cuntas (alongside Iarla : Earl)                                                 | Cuntaois                               | |
| italijanščina                             | Conte                                                                           | Contessa                               | Contea, Contado, Comitato |
| grščina                                   | Κόμης (Komes)                                                                   | Κόμισσα (Komissa)                      | Κομητεία (Kometeia) |
| hebrejščina                               | Rozen (רוזן)                                                                    | Rozenet (רוזנת)                        | |
| latinščina (fevdalni žargon, ne klasična) | Comes                                                                           | Comitissa                              | Comitatus |
| malteščina                                | Konti                                                                           | Kontessa                               | |
| Monegasque                                | Conte                                                                           | Contessa                               | |
| portugalščina                             | Conde                                                                           | Condessa                               | Condado |
| rumunščina                                | Conte                                                                           | Contesă                                | Comitat |
| retoromanščina                            | Cont                                                                            | Contessa                               | |
| španščina                                 | Conde                                                                           | Condesa                                | Condado |

### Etimološke vzporednice nemškegaGraf(nekateri nejasni)
| Jezik          | Moški naziv                  | Ženski naziv / Žena | Območje             |
| -------------- | ---------------------------- | ------------------- | ------------------- |
| beloruščina    | Граф (Graf)                  | Графiня (Grafinya)  | Графствa (Grafstva) |
| bolgarščina    | Граф (Graf)                  | Графиня (Grafinya)  | Графство (Grafstvo) |
| hrvaščina      | Grof                         | Grofica             | Grofovija           |
| češčina        | Hrabě                        | Hraběnka            | Hrabství            |
| danščina       | Greve                        | Grevinde            | Grevskab            |
| nizozemščina   | Graaf                        | Gravin              | Graafschap          |
| estonščina     | Krahv                        | Krahvinna           | Krahvkond           |
| latvijščina    | Grāfs                        | Grāfiene            |                     |
| nemščina       | Graf                         | Gräfin              | Grafschaft          |
| finščina       | Kreivi                       | Kreivitär           | Kreivikunta         |
| madžarščina    | Gróf                         | Grófnő              | Grófság             |
| islandščina    | Greifi                       | Greifynja           |                     |
| litovščina     | Grafas                       | Grafienė            |                     |
| luksemburščina | Grof                         | Gräfin              |                     |
| makedonščina   | Grof                         | Grofina             |                     |
| poljščina      | Hrabia                       | Hrabina             | Hrabstwo            |
| norveščina     | Greve                        | Grevinne            | Grevskap            |
| romunščina     | Grof (tudi Conte, see above) |                     |                     |
| ruščina        | Граф (Graf)                  | Графиня (Grafinya)  | Графство (Grafstvo) |
| srbščina       | Grof                         | Grofica             | Grofovija           |
| slovaščina     | Gróf                         | Grófka              | Grófstvo            |
| slovenščina    | Grof                         | Grofica             | Grofija             |
| švedščina      | Greve                        | Grevinna            | Grevskap            |
| ukrajinščina   | Ґраф (Graf)                  | Ґрафiня (Grafinya)  | Ґрафство (Grafstvo) |